# 191. Reserve-Division (Wehrmacht)
Die 191. Reserve-Division war eine deutsche Infanteriedivision im Zweiten Weltkrieg.   

## Divisionsgeschichte

### Division Nr. 191
Die Division Nr. 191 wurde Anfang Dezember 1939 in Braunschweig (Wehrkreis XI) aufgestellt und im März 1940 wurden die Ersatztruppen des Wehrkreises der Division unterstellt. 

### 191. Reserve-Division
Die 191. Reserve-Division wurde am 1. Oktober 1942 aus der Division Nr. 191 aufgestellt. Die Ersatztruppenteile des Wehrkreises wurden im Zuge der Neuorganisation des Ersatzheeres der neu aufgestellten Division Nr. 471 zugeordnet.    

### Besatzungstruppe Frankreich
Die Division wurde anschließend im besetzten Frankreich nahe Mons in Nordfrankreich stationiert. Ab dem 8. November 1942 sollte aus der Division als 191. Infanterie-Division (B) eine sogenannte Brunhildeeinheit aufgestellt werden. Diese Umgliederung wurde aber dann doch nicht ausgeführt. Ab Mitte Februar 1943 war die Division in der Heeresgruppe D bei der 15. Armee im LXXXI. Armeekorps, wechselte dann ab 9. April 1943 zum LXXXII. Armeekorps und kam an der Küste bei Boulogne zum Einsatz. Die Division kam Ende November 1943 zum Oberbefehlshaber West.    

### Auflösung durch Umgliederung
In Frankreich bei Boulogne wurde die Division am 1. Februar 1944 umgegliedert und in die 49. Infanterie-Division umbenannt.   

## Kommandeure
- Oberst/Generalmajor Friedrich-Wilhelm Neumann: von der Aufstellung im Dezember 1939 bis Mitte November 1940
- Generalmajor Richard Veith: von Mitte November 1940 bis Mitte Dezember 1941
- Generalmajor Karl von Dewitz-Krebs: von Mitte Dezember 1941 bis Anfang März 1943
- Generalleutnant Siegfried Macholz: von Anfang März 1943 bis Anfang Januar 1944
- Generalleutnant Erich Baeßler: von Anfang Januar 1944 bis zur Umgliederung im Februar 1944

## Bekannte Divisionsangehörige
- Oberst Hans Brabänder: von der Aufstellung der Division im Dezember 1939 bis Mitte Dezember 1940 Kommandeur des Infanterie-Ersatz-Regiments 267
- Oberst/Generalmajor Friedrich Ribbentrop: von der Aufstellung der Division im Dezember 1939 bis Juni 1941 Kommandeur des Artillerie-Ersatz-Regiments 13

## Gliederung
Division Nr. 191 (März 1940)
- Infanterie-Ersatz-Regiment (mot.) 13 mit Bataillonen 33, 66 und 93 (Magdeburg)
- Infanterie-Ersatz-Regiment 31 mit Bataillonen 12, 17 und 82 (Braunschweig)
- Infanterie-Ersatz-Regiment 267 mit Bataillonen 467, 487 und 497 (Quedlinburg)
- Artillerie-Ersatz-Regiment 13 mit Abteilungen 13, 49, 267, Beobachtungsabteilung 31 (Magdeburg)
- Kavallerie-Ersatz-Abteilung 14 (Ludwigslust)
- Panzerjäger-Ersatz-Abteilung 13 (Braunschweig)
- Bau-Ersatz-Bataillon 11 (Zerbst)

191. Reserve-Division (Ende 1943)
- Reserve-Grenadier-Regiment 31 mit Bataillonen 12 und 82, wird später das Grenadier-Regiment 148 bei der 49. Infanterie-Division
- Reserve-Grenadier-Regiment 267 mit Bataillonen 467 und 487, wird später das Grenadier-Regiment 150 bei der 49. Infanterie-Division
- Reserve-Kampfgruppe Mitte mit Bataillonen 17 und 497, wird später das Grenadier-Regiment 149 bei der 49. Infanterie-Division

- I./211. Artillerie-Regiment, wird später II./Artillerie-Regiment 149 bei der 49. Infanterie-Division
- Reserve-Radfahr-Schwadron 1091, wird später das Füsilier-Bataillon 149 bei der 49. Infanterie-Division
- Reserve-Panzerjäger-Kompanie 1091, wird später das Panzerjäger-Kompanie 149 bei der 49. Infanterie-Division
- Reserve-Pionier-Bataillon 1091
- Reserve-Nachrichten-Kompanie 1091, wird später das Nachrichten-Kompanie 149 bei der 49. Infanterie-Division
- Reserve-Divisions-Nachschubführer 1091